# Torneo di Wimbledon 2019 - Doppio maschile per invito
Tommy Haas e Mark Philippoussis erano in campioni in carica, ma sono stati eliminati nel Round Robin.
In finale Arnaud Clément e Michaël Llodra hanno sconfitto Xavier Malisse e Maks Mirny con il punteggio di 6–3, 1–6, [10–7].

## Tabellone

### Legenda
| - Q = Qualificato - WC = Wild card - LL = Lucky loser | - ALT = Alternate - SE = Special Exempt - PR = Protected Ranking | - w/o = Walkover - r = Ritirato - d = Squalificato |

### Finale
|  | Finale |                               |   |   |      |  |
|  |        |                               |   |   |      |  |
|  | A1     | Arnaud Clément Michaël Llodra | 6 | 1 | [10] |  |
|  | B4     | Xavier Malisse Maks Mirny     | 3 | 6 | [7]  |  |

### Gruppo A
|    |                                      | Clément Llodra   | Fleming Hutchins    | González Grosjean   | T Haas Philippoussis | RR W–L | Set W–L | Game W–L | Standings |
| A1 | Arnaud Clément Michaël Llodra        |                  | 7–6(4), 7–6(3)      | 6−3, 3−6, [11−9]    | 6–3, 6–4             | 3–0    | 6–1     | 36–28    | 1         |
| A2 | Colin Fleming Ross Hutchins          | 6(4)–7, 6(3)–7   |                     | 7–5, 6–4            | 3–6, 7–6(6), [10–7]  | 2–1    | 4–3     | 36–35    | 2         |
| A3 | Fernando González Sébastien Grosjean | 3−6, 6−3, [9−11] | 5–7, 4–6            |                     | 3–6, 7–6(3), [7–10]  | 0–3    | 2–6     | 28–36    | 4         |
| A4 | Tommy Haas Mark Philippoussis        | 3–6, 4–6         | 6–3, 6(6)–7, [7–10] | 6–3, 6(3)–7, [10–7] |                      | 1–2    | 3–5     | 32–33    | 3         |

La classifica viene stilata in base ai seguenti criteri: 1) Numero di vittorie; 2) Numero di partite giocate; 3) Scontri diretti (in caso di due giocatori pari merito); 4) Percentuale di set vinti o di game vinti (in caso di tre giocatori pari merito); 5) Decisione della commissione

### Gruppo B
|    |                                 | Ančić Black | Delgado Marray      | Enqvist Johansson   | Malisse Mirny       | RR W–L | Set W–L | Game W–L | Standings |
| B1 | Mario Ančić Wayne Black         |             | 7−66, 6−4           | 7–6(6), 7−5         | 3–6, 4–6            | 2−1    | 4−2     | 34−33    | 2         |
| B2 | Jamie Delgado Jonathan Marray   | 6−7, 4−6    |                     | 6–2, 6(7)–7, [8–10] | 65−7, 2−6           | 0−3    | 1−6     | 30−36    | 4         |
| B3 | Thomas Enqvist Thomas Johansson | 6(6)–7, 5−7 | 2–6, 7–6(7), [10–8] |                     | 2–6, 7–6(4), [7–10] | 1–2    | 3–5     | 30–39    | 3         |
| B4 | Xavier Malisse Maks Mirny       | 6–3, 6–4    | 7−65, 6−2           | 6–2, 6(4)–7, [10–7] |                     | 3–0    | 6–1     | 38–24    | 1         |

La classifica viene stilata in base ai seguenti criteri: 1) Numero di vittorie; 2) Numero di partite giocate; 3) Scontri diretti (in caso di due giocatori pari merito); 4) Percentuale di set vinti o di game vinti (in caso di tre giocatori pari merito); 5) Decisione della commissione